# 陈晓佳 (篮球运动员)
陈晓佳（1988年4月2日—），中国篮球运动员，曾入选中国国家女子篮球队，代表国家队参加2014年世界女子篮球锦标赛和2016年夏季奥运会女子篮球比赛。曾效力于WCBA江苏凤凰队，现效力于WCBA四川远达美乐队。